# Gare d'Albias
La gare d'Albias est une halte ferroviaire française de la ligne des Aubrais - Orléans à Montauban-Ville-Bourbon, située sur le territoire de la commune d'Albias, dans le département de Tarn-et-Garonne, en région Occitanie.
C'est une halte de la Société nationale des chemins de fer français (SNCF) desservie par les trains du réseau TER Occitanie.

## Situation ferroviaire
Établie à 91 m d'altitude, la gare d'Albias est située au point kilométrique (PK) 650,664 de la ligne des Aubrais - Orléans à Montauban-Ville-Bourbon, entre les gares ouvertes de Caussade et Montauban-Ville-Bourbon. Autrefois, avant ces deux précédentes gares se trouvaient les gares de Réalville et Fonneuve.
Les deux quais latéraux de la gare mesurent 126 m.

## Histoire

### Fréquentation
Selon les estimations de la SNCF, la fréquentation annuelle de la gare figure dans le tableau ci-dessous.
| Année               | 2014  | 2015   | 2016  | 2017   | 2018  | 2019   | 2020   | 2021   | 2022   | 2023   |
| ------------------- | ----- | ------ | ----- | ------ | ----- | ------ | ------ | ------ | ------ | ------ |
| Nombre de voyageurs | 9 949 | 10 586 | 9 415 | 11 579 | 8 780 | 11 386 | 11 378 | 19 376 | 26 119 | 30 476 |

## Service des voyageurs

### Accueil
Elle est équipée de deux quais latéraux avec un abri voyageurs sur chaque quai, encadrant deux voies. Le changement de quai se fait par un platelage posé entre les voies (passage protégé).

### Desserte
La gare est desservie par des trains du réseau TER Occitanie qui circulent entre Toulouse-Matabiau et Cahors, voire Brive-la-Gaillarde pour certains d'entre eux. Le temps de trajet est d'environ 55 minutes depuis Toulouse-Matabiau et d'environ 35 minutes depuis Cahors.